# Giorgia Spinelli
Giorgia Spinelli (Ponte San Pietro, 12 dicembre 1994) è una calciatrice italiana, difensore del Bologna.

## Caratteristiche tecniche
Giocatrice duttile, dopo aver ricoperto tutti i ruoli nei primi anni delle giovanili, predilige il reparto difensivo, un difensore centrale che, mancino, può essere schierata nel ruolo di terzino sinistro.

## Carriera

### Club
Giorgia Spinelli si interessa fin da giovanissima al calcio grazie alla passione trasmessa dal padre, ex giocatore di Serie C, che la incoraggia pur con l'iniziale contrarietà della moglie ad iscriversi alla scuola calcio di Osio Sotto, suo paese di residenza. Imparati i fondamentali si tessera con il Voluntas Osio, dove viene inserita nelle formazioni giovanili miste giocando con i maschietti fino al raggiungimento dell'età massima stabilita dalla federazione.
Notata dai suoi osservatori, nel 2006 viene quindi contattata dall'Atalanta, società che le propone di vestire la propria maglia in una squadra di calcio interamente femminile. Veste quindi la maglia nerazzurra nelle formazioni giovanili, per tre stagioni nelle Giovanissime per poi partecipare alla stagione 2009-2010 del Campionato Primavera di categoria con le Under-19. Le prestazioni offerte nei campionati giovanili convincono la società a concedergli fiducia inserendola in rosa nella formazione titolare, facendo il suo esordio in Serie A2 nel corso della stagione 2009-2010. Con l'Atalanta rimane anche la stagione successiva, al termine della quale la società decide di lasciare la società.
Nell'estate 2011 decide di sottoscrivere un accordo con il Mozzanica, società la inserisce nella formazione titolare ma che, data la giovane età, in un'occasione la presta anche alla Primavera durante il torneo regionale nella stagione 2012-2013. Fa il suo esordio in Serie A durante la stagione 2011-2012 ma le sue presenze in maglia biancazzurra sono condizionate da infortuni che la costringono a rimanere lontana dai terreni di gioco per lunghi periodi.
Al termine della stagione 2014-2015, dopo quattro passati nelle file del Mozzanica, si è trasferita all'Inter Milano, inizialmente con la formula del prestito per poi essere tesserata definitivamente con la squadra nerazzurra. Rimane con la squadra nerazzurra fino al termine della stagione 2016-2017 congedandosi con un tabellino di 36 presenze in campionato e 10 reti.
Durante il calciomercato estivo 2017 decide di affrontare il suo primo campionato estero firmando un accordo con il Stade Reims per giocare in Division 2 Féminine, secondo livello del campionato francese, indossando fin dalla prima stagione la fascia di capitano, giocando 17 incontri di campionato dove sigla 3 reti, la prima delle quali già alla 2ª giornata, quella che all'88' consolida il vantaggio casalingo sul Lorient, partita poi terminata 3-0. Alla sua seconda stagione con la maglia de Les rouges et blancs conquista il primo posto nel gruppo A del campionato 2018-2019 acquisendo così l'accesso alla Division 1 dopo oltre vent'anni di assenza della società francese, in questo campionato matura 19 presenze e marca 4 reti. Gioca la sua ultima stagione con la squadra di Reims nel campionato 2019-2020, interrotto in anticipo a causa della pandemia di COVID-19, dove scende in campo da titolare in tutti i 16 incontri disputati, contribuendo a far raggiungere alla sua squadra l'ottavo posto e festeggiando così la salvezza. Nel campionato sigla anche la sua prima rete in un campionato estero di massima divisione, gol fondamentale per la conquista della salvezza segnato al Guingamp all'89', nell'incontro della alla 12ª giornata, e che porta il risultato sull'1-1.
Dopo aver giocato per Milan, Sampdoria e Fiorentina, il 12 agosto 2024 Spinelli viene ingaggiata a parametro zero dal Como, sempre in Serie A. Il 9 gennaio 2025 viene ceduta in prestito fino al termine della stagione al Bologna, militante in Serie B, marcando con le felsinee 17 presenze e siglando 2 reti in campionato per poi ottenere la risoluzione consensuale del contratto al termine della stagione.

### Nazionale
Spinelli viene convocata alle selezioni per le giovanili della nazionale di calcio femminile italiana, prima nell'Under-17 e poi nell'Under-19, non venendo però impiegata in tornei UEFA. Con la maglia delle Azzurrine fa il suo esordio nel 2013, in occasione del Torneo di La Manga, competizione amichevole che si disputa in Spagna tra Nazionali femminili U-19 e U-23.
Nel novembre 2016 riceve per la prima volta la convocazione dal commissario tecnico Antonio Cabrini per la nazionale maggiore in occasione del Torneio Internacional de Manaus 2016, in programma dal 7 al 18 dicembre 2016.

## Statistiche

### Presenze e reti nei club
Statistiche aggiornate al 7 dicembre 2024.
| Stagione            | Squadra             | Campionato          | Campionato | Campionato | Coppe nazionali | Coppe nazionali | Coppe nazionali | Coppe continentali | Coppe continentali | Coppe continentali | Altre coppe | Altre coppe | Altre coppe | Totale | Totale |
| Stagione            | Squadra             | Comp                | Pres       | Reti       | Comp            | Pres            | Reti            | Comp               | Pres               | Reti               | Comp        | Pres        | Reti        | Pres   | Reti   |
| ------------------- | ------------------- | ------------------- | ---------- | ---------- | --------------- | --------------- | --------------- | ------------------ | ------------------ | ------------------ | ----------- | ----------- | ----------- | ------ | ------ |
| 2009-2010           | Atalanta            | A                   | 1          | 0          | CI              | ?               | ?               |                    | -                  | -                  |             | -           | -           | 1+     | 0+     |
| 2010-2011           | Atalanta            | A2                  | 21         | 3          | CI              | ?               | ?               |                    | -                  | -                  |             | -           | -           | 21+    | 3+     |
| Totale Atalanta     | Totale Atalanta     | Totale Atalanta     | 22         | 3          |                 | ?               | ?               |                    | -                  | -                  |             | -           | -           | 22+    | 3+     |
| 2011-2012           | Mozzanica           | A                   | 9          | 0          | CI              | ?               | ?               |                    | -                  | -                  |             | -           | -           | 9+     | 0+     |
| 2012-2013           | Mozzanica           | A                   | 16         | 1          | CI              | ?               | ?               |                    | -                  | -                  |             | -           | -           | 16+    | 1+     |
| 2013-2014           | Mozzanica           | A                   | 6          | 0          | CI              | ?               | ?               |                    | -                  | -                  |             | -           | -           | 6+     | 0+     |
| 2014-2015           | Mozzanica           | A                   | 1          | 0          | CI              | 0               | 0               |                    | -                  | -                  |             | -           | -           | 1      | 0      |
| Totale Mozzanica    | Totale Mozzanica    | Totale Mozzanica    | 32         | 1          |                 | ?               | ?               |                    | -                  | -                  |             | -           | -           | 32+    | 1+     |
| 2015-2016           | Inter Milano        | B                   | 13         | 3          | CI              | ?               | ?               |                    | -                  | -                  |             | -           | -           | 13+    | 3+     |
| 2016-2017           | Inter Milano        | B                   | 23         | 7          | CI              | ?               | ?               |                    | -                  | -                  |             | -           | -           | 23+    | 7+     |
| Totale Inter Milano | Totale Inter Milano | Totale Inter Milano | 36         | 10         |                 | ?               | ?               |                    | -                  | -                  |             | -           | -           | 36+    | 10+    |
| 2017-2018           | Stade Reims         | D2                  | 17         | 3          | CF              | 1               | 0               |                    | -                  | -                  |             | -           | -           | 18     | 3      |
| 2018-2019           | Stade Reims         | D2                  | 19         | 4          | CF              | -               | -               |                    | -                  | -                  |             | -           | -           | 19     | 4      |
| 2018-2019           | Stade Reims         | D1                  | 16         | 1          | CF              | 3               | 0               |                    | -                  | -                  |             | -           | -           | 19     | 4      |
| Totale Stade Reims  | Totale Stade Reims  | Totale Stade Reims  | 52         | 8          |                 | 4               | 0               |                    | -                  | -                  |             | -           | -           | 56     | 8      |
| 2020-2021           | Milan               | A                   | 12         | 3          | CI              | 2               | 1               |                    | -                  | -                  | SI          | 1           | 0           | 15     | 4      |
| 2021-2022           | Sampdoria           | A                   | 19         | 2          | CI              | 3               | 0               |                    | -                  | -                  |             | -           | -           | 22     | 2      |
| 2022-2023           | Sampdoria           | A                   | 17         | 1          | CI              | 1               | 0               |                    | -                  | -                  |             | -           | -           | 18     | 1      |
| Totale Sampdoria    | Totale Sampdoria    | Totale Sampdoria    | 36         | 3          |                 | 4               | 0               |                    | -                  | -                  |             | -           | -           | 40     | 3      |
| 2023-2024           | Fiorentina          | A                   | 22         | 0          | CI              | 5               | 0               |                    | -                  | -                  |             | -           | -           | 27     | 0      |
| 2024-gen. 2025      | Como                | A                   | 4          | 0          | CI              | 1               | 0               |                    | -                  | -                  |             | -           | -           | 5      | 0      |
| gen.-giu. 2025      | Bologna             | B                   | 17         | 2          | CI              | -               | -               | -                  | -                  | -                  | -           | -           | -           | 17     | 2      |
| Totale carriera     | Totale carriera     | Totale carriera     | 233        | 30         |                 | 14+             | 0+              |                    | -                  | -                  |             | 1           | 0           | 248+   | 30+    |

## Palmarès
- Campionato francese di seconda divisione: 1

Stade Reims: 2018-2019